# UTC−09:30
| Južni poletni/severni standardni čas Morska območja | Severni poletni/južni standardni čas Standardni čas vse leto |

UTC−09:30 je časovni pas z zamikom −9 ur in 30 minut glede na univerzalni koordinirani čas (UTC). Ta čas se uporablja na naslednjih ozemljih:

## Kot standardni čas (vse leto)

### Oceanija
- Francija:
  -  Francoska Polinezija (samo Markizovo otočje)